# Bühler (Fluss)
Die Bühler ist ein fast 49 km langer Fluss im nordöstlichen Baden-Württemberg, der bei Geislingen am Kocher in der Gemeinde Braunsbach im Landkreis Schwäbisch Hall von rechts und Südsüdosten in den Kocher mündet.

## Name
Die Bühler wird 1024 als Bilerna erstmals urkundlich genannt. Der Name des Flusses leitet sich vom keltischen *Belira ab, was das keltische Wort *belo- 'weiß' beinhaltet. Denkbare sind jedoch auch germanische Herleitungen.

## Geografie
Die Bühler ist eines der wenigen größeren Fließgewässer, die sich zwischen den Flüssen Kocher und Jagst bilden konnten.

### Quellbereich

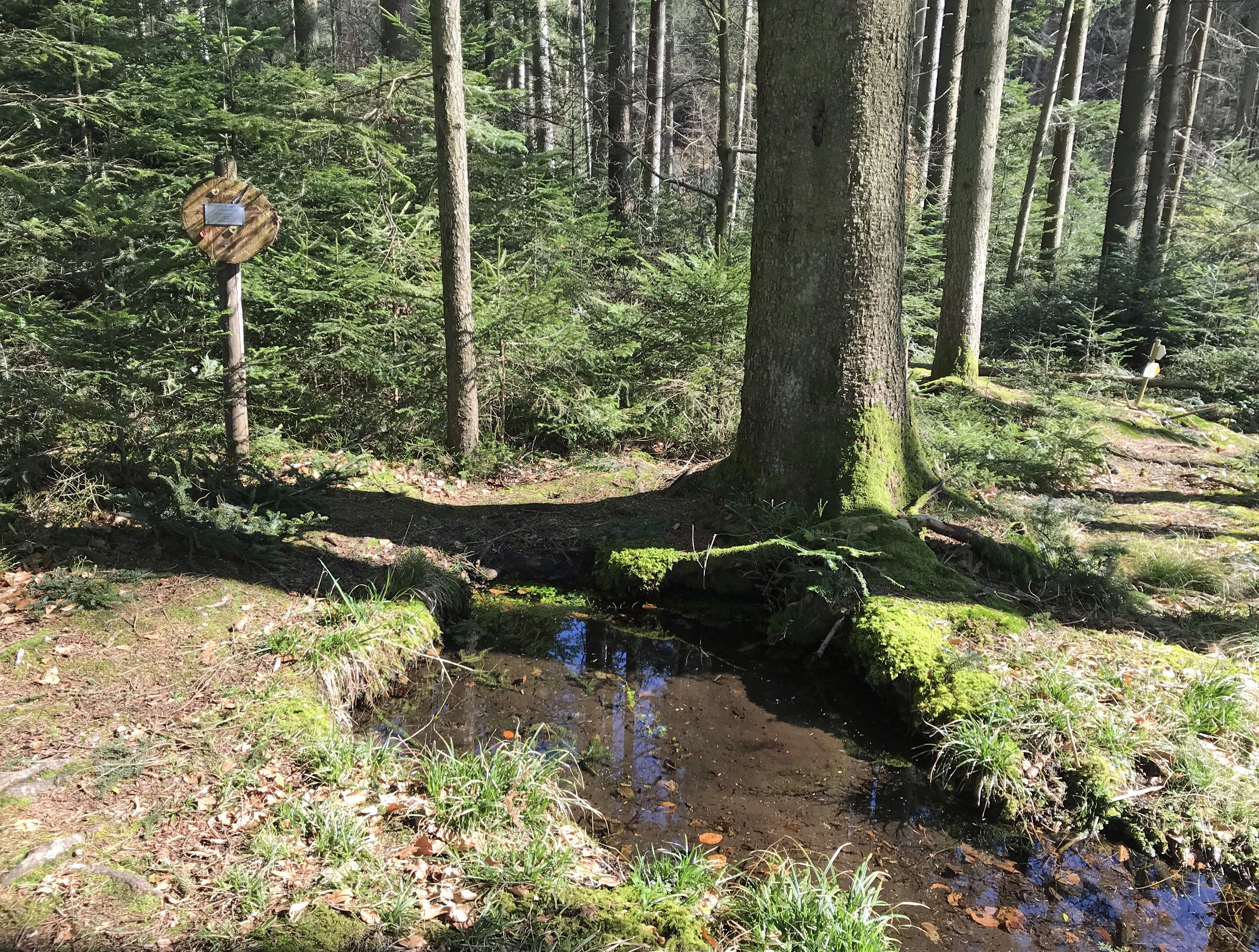
Berroth-Brunnen bei Pommertsweiler, die Quelle der Bühler

Die Bühler hat ihren Ursprung auf einer Höhe von etwa 467 m ü. NHN an den östlichen Hanglagen des Büchelberger Grats bei Pommertsweiler im Ostalbkreis. Dort gibt es eine Reihe von Wasseraustritten aus den Knollenmergeln.
Als offizielle Quelle der Bühler wurde der „Berroth-Brunnen“ festgelegt. Dieser liegt zwischen den zu Abtsgmünd gehörenden Weilern Lutstrut im Norden und Vorderbüchelberg im Süden.

### Verlauf
Die Bühler fließt sehr beständig gen Nordnordwest, nirgends weicht ihr Lauf um mehr als 3 km von der geraden Linie zwischen Ursprung und Mündung.

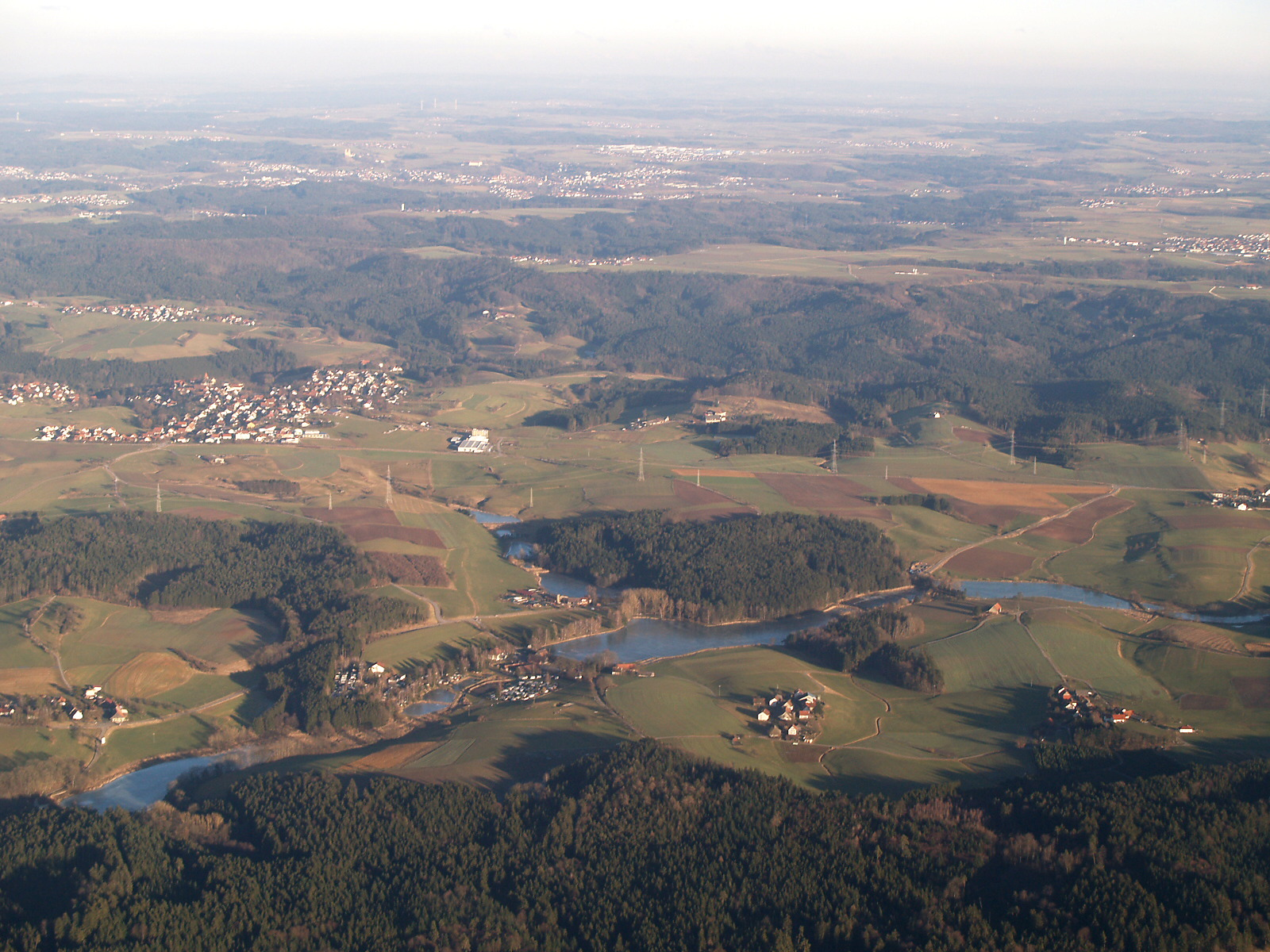
Die obere Bühler durchläuft zwischen offenen Hügeln die Kette der Hammerschmiedeseen, im Bild von rechts nach links unten. Dahinter Adelmannsfelden und der Taleinschnitt der unteren Blinden Rot.

Bis zum Bühlertanner Teilort Kottspiel verläuft die Bühler in einem sanften Wiesental in den stark bewaldeten, aus wechselnden Sandstein- und Mergelschichten aufgebauten Waldbergen des Mittleren Keupers. Sie entspringt im zum Teilraum Limpurger Berge der Schwäbisch-Fränkischen Waldberge zählenden Sulzbacher Wald, bald danach zieht sie auf nordwestlichem bis nördlichem Lauf die Grenze zwischen diesem links und dem Unterraum Ellwanger Berge im Osten. Unterhalb von Pommertsweiler wird die Bühler zu den Hammerschmiedeseen aufgestaut. Auf dem letzten Stück vor Kottspiel reicht noch die ebenfalls zum Unterraum Limpurger Berge zählende Fischachbucht und Randhöhen bis ans linke Ufer.

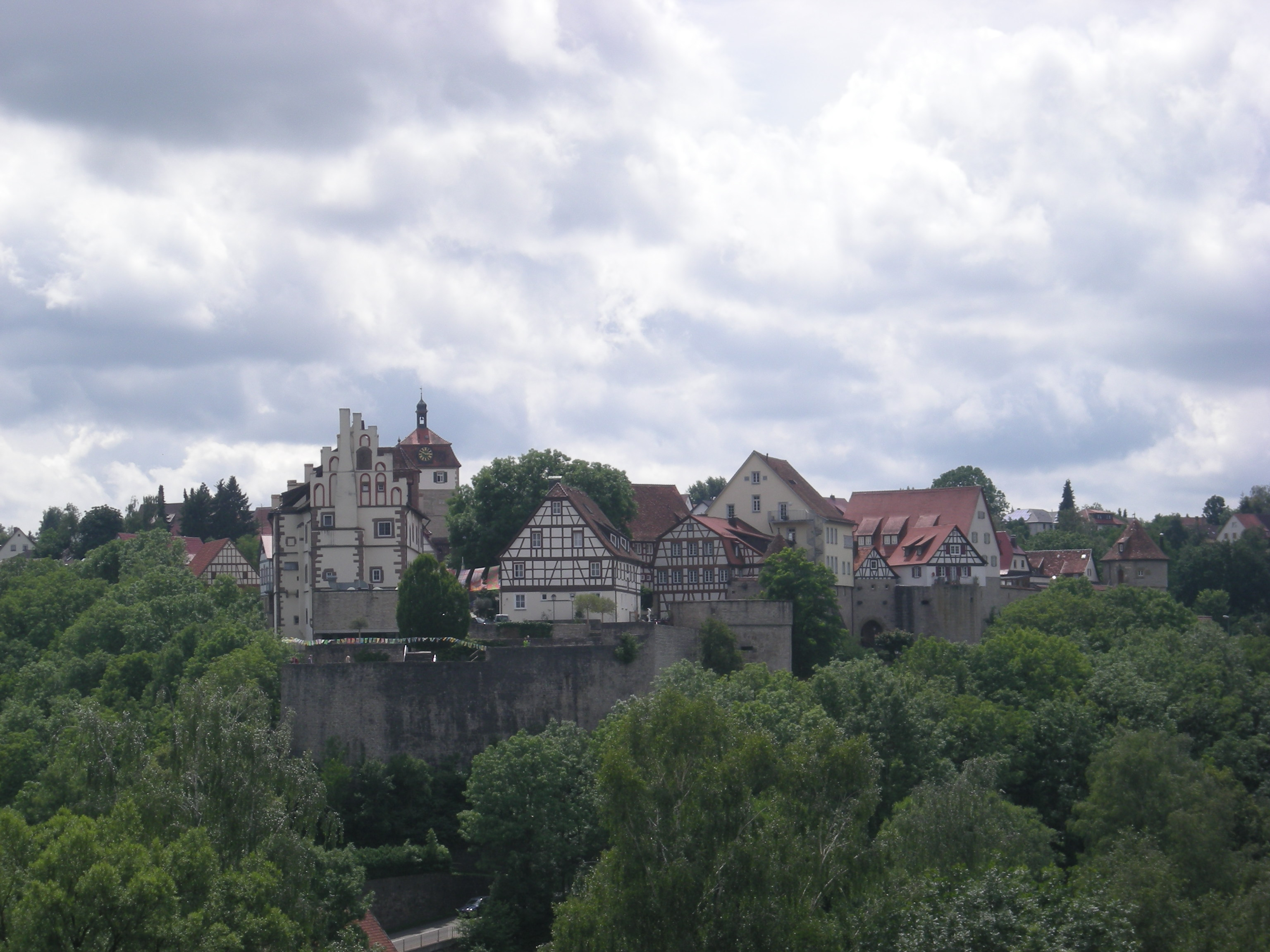
Städtchen mit Schloss Vellberg stehen auf einem linkem, von der Bühler umflossenen Bergsporn

Nach diesem Weiler, wo der große linke Nebenfluss Fischach mündet, tritt sie in den Unterraum Vellberger Bucht der Hohenloher Ebene über. Die Talaue weitet sich merklich aus, ab hier fließt sie zunächst im Unteren Keuper, doch schon unterhalb von Bühlertann und vor dessen Nachbardorf Obersontheim stehen im zwischen den offenen Ebenen über dem oberen Hangknick enger werdenden Tal die harten Schichten des Oberen Muschelkalks an, die danach in der weitreichenden, das Tal querenden Senkungszone der Neckar-Jagst-Furche kurz wieder abtauchen. Bei Untersontheim beginnt mit der zweiten Laufhälfte das anfangs sehr enge Mäandertal, in welchem der Fluss bald in einer engen Schlinge zu Füßen der Veste Vellberg vorbeizieht. Etwa beim Sulzdorfer Weiler Anhausen, wo der Schwarzenlachenbach vom Dorf her mündet und wo seitlich am Einzugsgebietsrand auch die Sporne der Keuperberge über und neben den begleitenden Hochebenen enden, verortet man die Grenze zum nächsten Unterraum Haller Ebene. Nun steht Wald fast nur noch am Talhang.

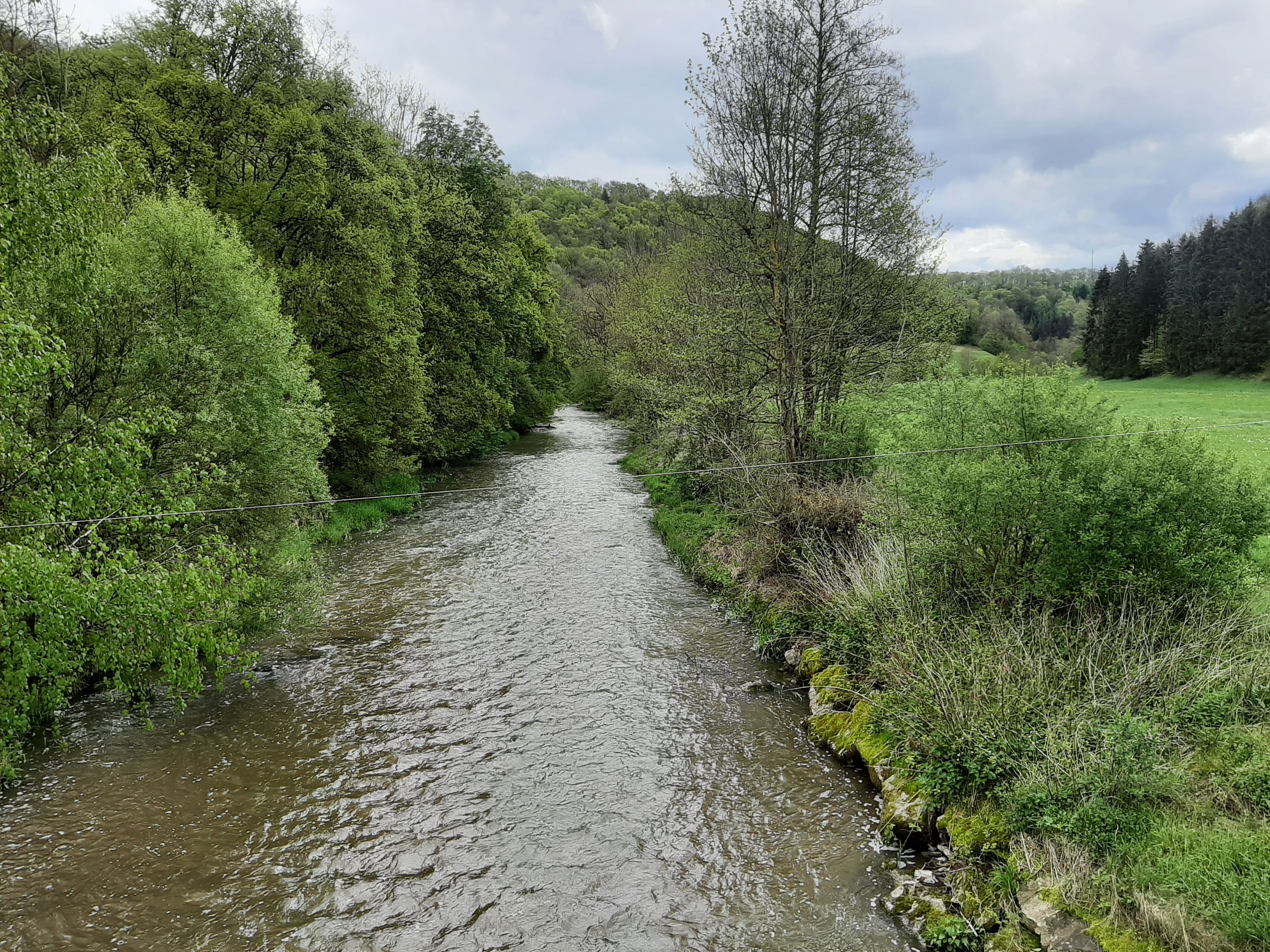
Die Bühler zwischen Ober- und Unterscheffach.

Oberhalb des Mühlenanwesens Neunbronn fließt der Bühler über die Quellgruppe Neunbronn Wasser zu, das aus Gebieten jenseits der Jagst stammt und auf dem Weg zur Karstquelle die Jagst unterquert. Nach dem Ilshofener Mühlenweiler Oberscheffach mündet der große rechte Nebenfluss Schmerach. Der Talgrund ist dort bis in den Mittleren Muschelkalk eingetieft, der geschlungene Talverlauf wendet sich nach Nordwesten und tritt in den letzten, zum Unterraum Mittleres Kocher- und Unteres Bühlertal der Kocher-Jagst-Ebenen gerechneten Naturraum ein, in dem etwa ab dem Wolpertshausener Talweiler Hopfach der Fluss im Unteren Muschelkalk fließt. Ab hier zeigt das Talprofil oft die typische Dreiteilung des Hangs mit einem steilen oberen Abschnitt, einem flacheren mittleren im Bereich der wenig erosionsresistenten Schichten des Mittleren Muschelkalks und einem wieder steilen in jenem der wieder härteren des Unteren Muschelkalks.
Bei Geislingen am Kocher, inzwischen mehr als 150 Meter tief in die Hochfläche der Haller Ebene links und rechts eingegraben, mündet sie auf etwa 247,4 m ü. NHN etwa einen Kilometer oberhalb der Kochertalbrücke von rechts in den mittleren Kocher.
Nach ihrem etwa 48,5 km langen Lauf mit mittlerem Sohlgefälle von 4,5 ‰ mündet die Bühler also etwa 220 Höhenmeter unterhalb ihrer Quelle.

### Einzugsgebiet
Das Einzugsgebiet der Bühler umfasst etwa 277 km² und naturräumlich gesehen nacheinander die genannten Teile der Schwäbisch-Fränkischen Waldberge, der Hohenloher Ebene und der Kocher-Jagst-Ebenen. Es wird begrenzt vom Einzugsgebiet des sie aufnehmenden Kochers im Südwesten und Westen, gegenüber dem die Wasserscheide längstenteils auf der Hochebene der Limpurger Bergen verläuft; im Osten im südlichen Teil vom schlanken Einzugsgebiet der nahen gegenläufigen Blinden Rot, das in den anfangs bis ans rechte Bühlerufer reichenden Ellwanger Bergen liegt, sowie von dem der fernenen, über Nebenflüsse konkurrierenden Jagst im Nordosten.
Der höchste Punkt des Einzugsgebietes liegt im Sulzbacher Wald auf dem 564,7 m ü. NHN hohen Gipfel des am Südwestrand stehenden Altenbergs, auf dem der weithin sichtbare Altenbergturm steht.

### Nebenflüsse
Die zwei längsten Nebenflüsse Fischach und Schmerach der Bühler sind etwa 14 km lang. Bemerkenswerterweise münden die Täler der größeren Nebengewässer vorzugsweise gegensinnig zur heutigen Fließrichtung der Bühler, ein Indiz für die frühere Zugehörigkeit der Bühler zum danubischen Flusssystem ebenso wie etwa die Orientierung der zum Oberlauf der Bühler in höchstens 7 km Abstand fast parallel, aber nach Süden fließenden Blinden Rot.

#### Diagramm
Zuflüsse der Bühler mit einer Länge von 5 km und mehr.

#### Tabelle der großen Zuflüsse
Tabelle der nach Länge oder Einzugsgebiet 10 größten direkten Zuflüsse.
| Name                | GKZ      | Seite  | Stat. km | Länge km | EZG km² | Mündung Ort                            | m ü. NHN | Ursprung Ort                                   | m ü. NHN | Bemerkung                              |
| ------------------- | -------- | ------ | -------- | -------- | ------- | -------------------------------------- | -------- | ---------------------------------------------- | -------- | -------------------------------------- |
| Gruppenbach         | 23866-20 | rechts | 37,5     | 05,2     | 006,7   | ⊙ bei Bühlerzell-Senzenberg            | 392      | ⊙ bei Bühlerzell-Kammerstatt                   | 480      |                                        |
| Klingenbach         | 23866-32 | links  | 35,8     | 06,6     | 013,1   | ⊙ in Bühlerzell-Heilberg               | 388      | ⊙ Hasenbühl nahe Bühlerzell-Teuerzer Sägmühle  | 487      |                                        |
| Avenbach            | 23866-36 | rechts | 32,0     | 04,5     | 008,4   | ⊙ in Bühlertann-Kottspiel              | 377      | ⊙ Sauerberg nahe Bühlertann-Fronrot            | 483      | Strang Sauerbach → Avenbach            |
| Fischach            | 23866-40 | links  | 31,4     | 14,2     | 043,1   | ⊙ nach Bühlertann-Kottspiel            | 376      | ⊙ Einkornwald                                  | 481      |                                        |
| Nesselbach          | 23866-54 | rechts | 27,1     | 06,0     | 012,5   | ⊙ zwischen Bühlertann und Obersontheim | 368      | ⊙ nahe Gründelhardt-Brunzenberg                | 490      |                                        |
| Riedbach            | 23866-56 | links  | 24,7     | 04,3     | 007,6   | ⊙ bei Obersontheim-Untersontheim       | 361      | ⊙ Zangholz nahe Obersontheim-Hausen            | 429      | Strang Rossbach → Riedbach             |
| Steinbach           | 23866-58 | links  | 20,6     | 04,7     | 004,0   | ⊙ Taubenloch vor Vellberg-Eschenau     | 349      | ⊙ nahe Obersontheim-Herlebach                  | 438      |                                        |
| Aalenbach           | 23866-60 | rechts | 16,7     | 09,6     | 019,2   | ⊙ bei Vellberg-Stöckenburg             | 332      | ⊙ Burgbergwald nahe Vellberg-Lorenzenzimmern   | 450      |                                        |
| Schwarzenlachenbach | 23866-74 | links  | 13,6     | 05,3     | 009,8   | ⊙ bei Schwäbisch Hall-Anhausen         | 317      | ⊙ am Rauhen Berg nahe Schwäbisch Hall-Sulzdorf | 450      | Strang Brühlbach → Schwarzenlachenbach |
| Otterbach           | 23866-76 | links  | 09,8     | 07,4     | 015,2   | ⊙ vor Ilshofen-Oberscheffach           | 295      | ⊙ nahe Schwäbisch Hall-Veinau                  | 405      |                                        |
| Schmerach           | 23866-80 | rechts | 08,7     | 14,0     | 035,7   | ⊙ nach Ilshofen-Oberscheffach          | 289      | ⊙ Burgbergwald nahe Ilshofen-Eckarthausen      | 449      |                                        |
| Bühler              | 23866-00 | n. a.  | 0,0      | 48,5     | 276,9   | ⊙ bei Braunsbach-Geislingen am Kocher  | 247      | ⊙ bei Abtsgmünd-Lutstrut                       | 467      |                                        |

## Umwelt

### Fauna
Der Feuersalamander ist in den tiefen schluchtartigen Seitentälern der Bühler beheimatet. Selten kann man den Eisvogel beobachten. Häufiger dagegen geht die Wasseramsel unter der Wasseroberfläche auf die Jagd nach Wasserinsekten. Auf den Steinriegeln des unteren Bühlertals sonnen sich Eidechsen, an den dortigen südexponierten Talhängen kann man sommers zuweilen Kreuzottern antreffen. Es wurden mehrere Fledermausarten nachgewiesen: Zweifarbfledermaus, Mopsfledermaus, Zwergfledermaus und das Große Mausohr.
In der Bühler selbst leben Groppe, Strömer, Flusskrebs und Köcherfliegenlarven. Ob das Flussneunauge noch vorkommt, ist ungewiss.

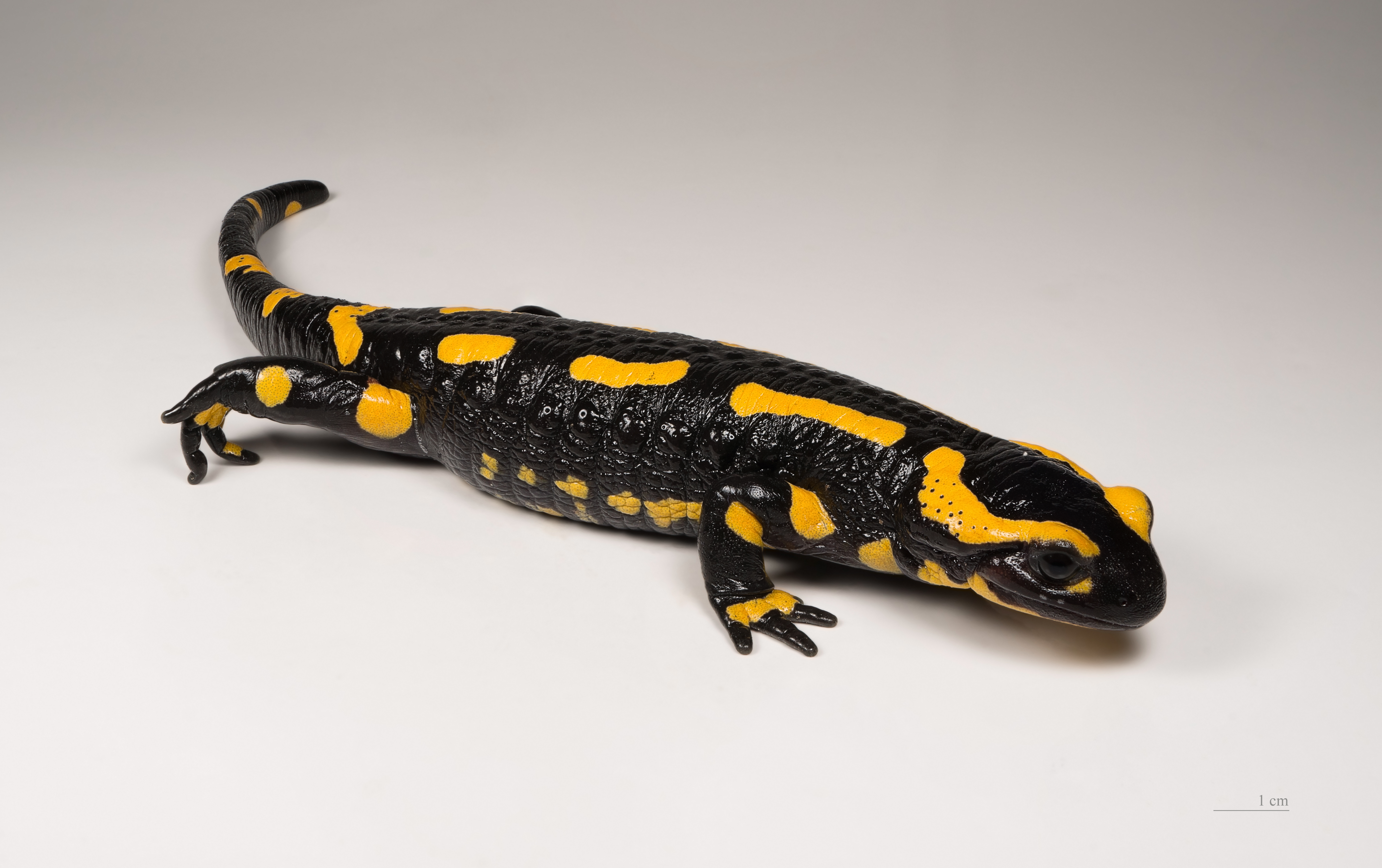
Feuersalamander
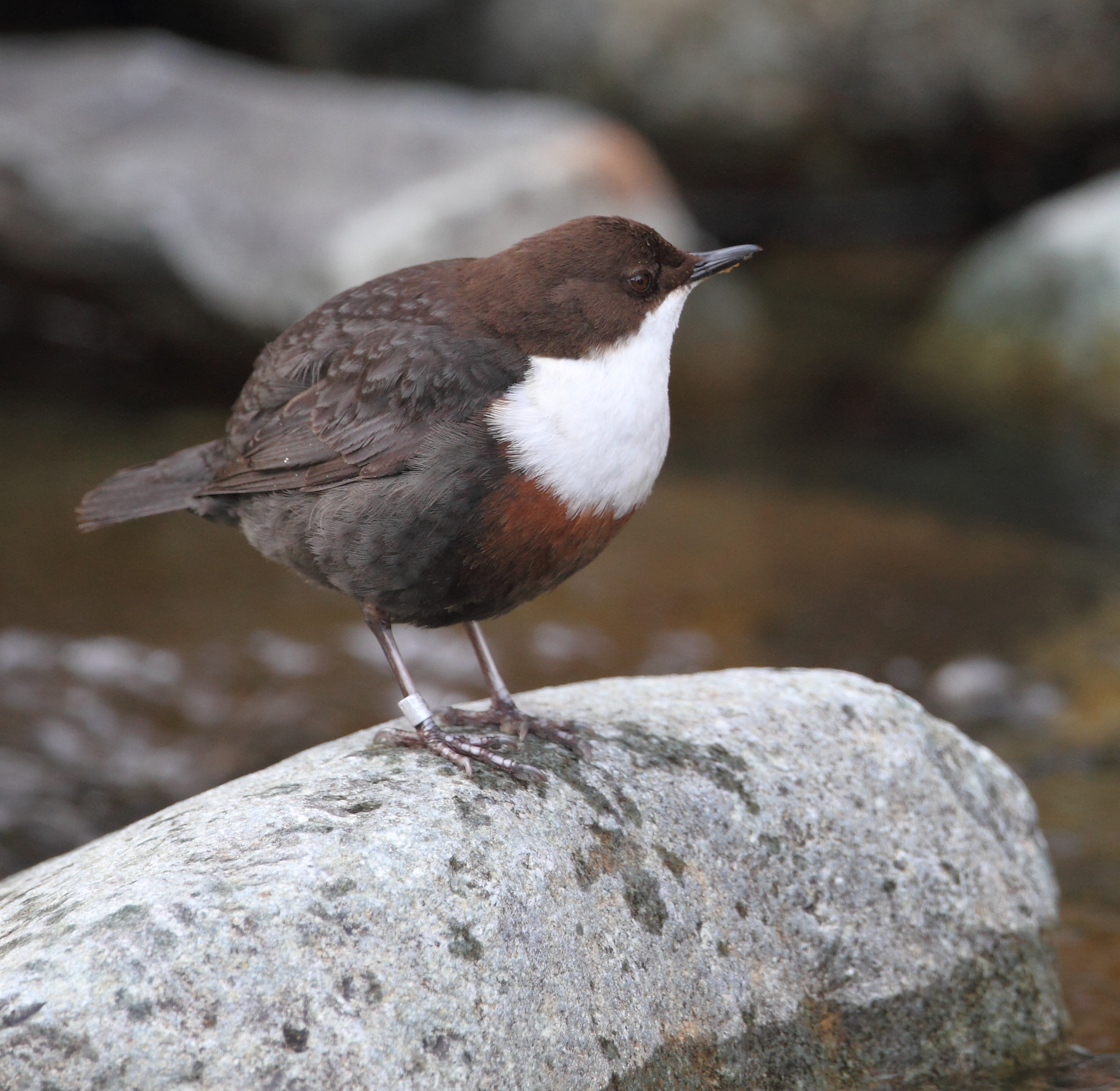
Wasseramsel
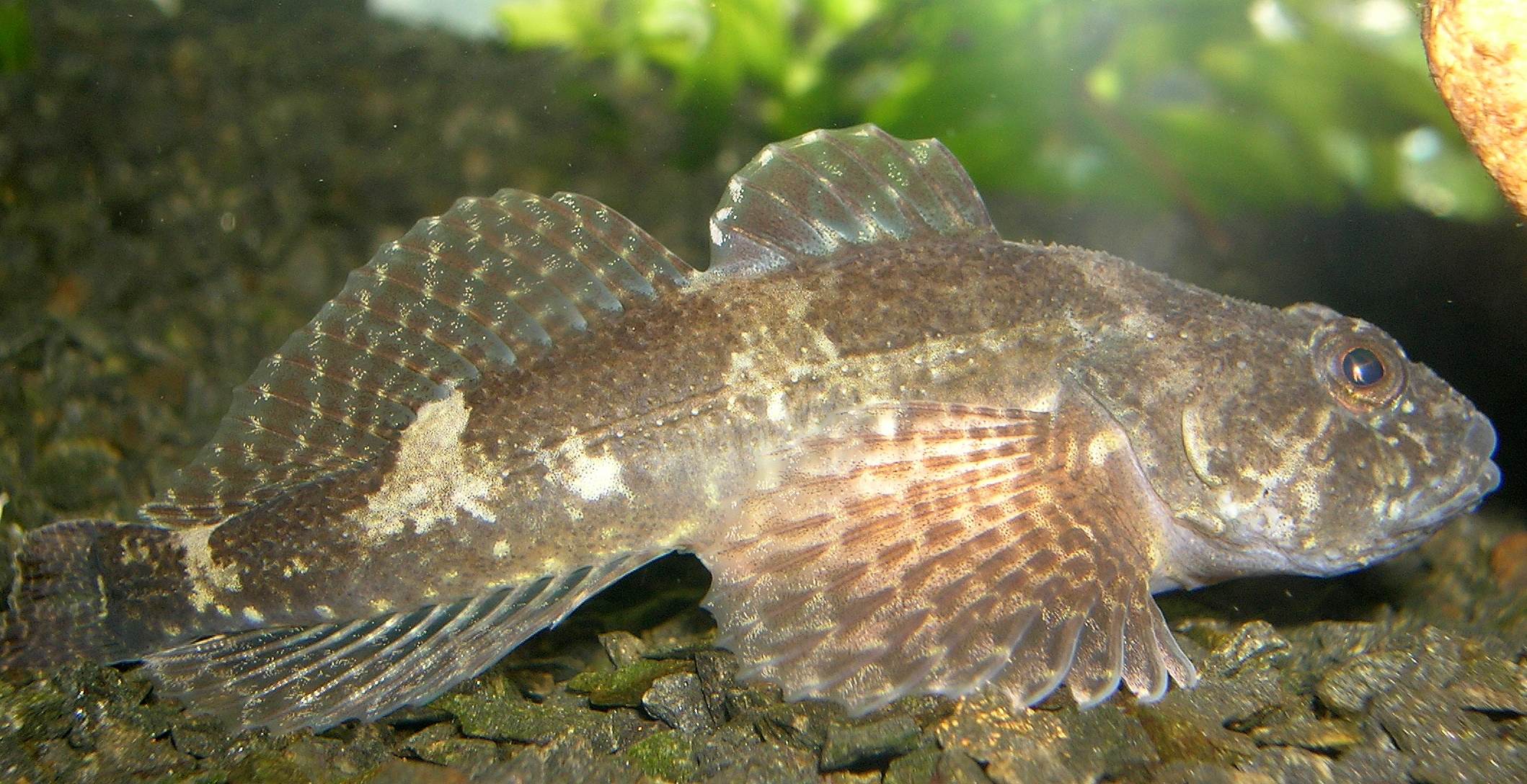
Groppe
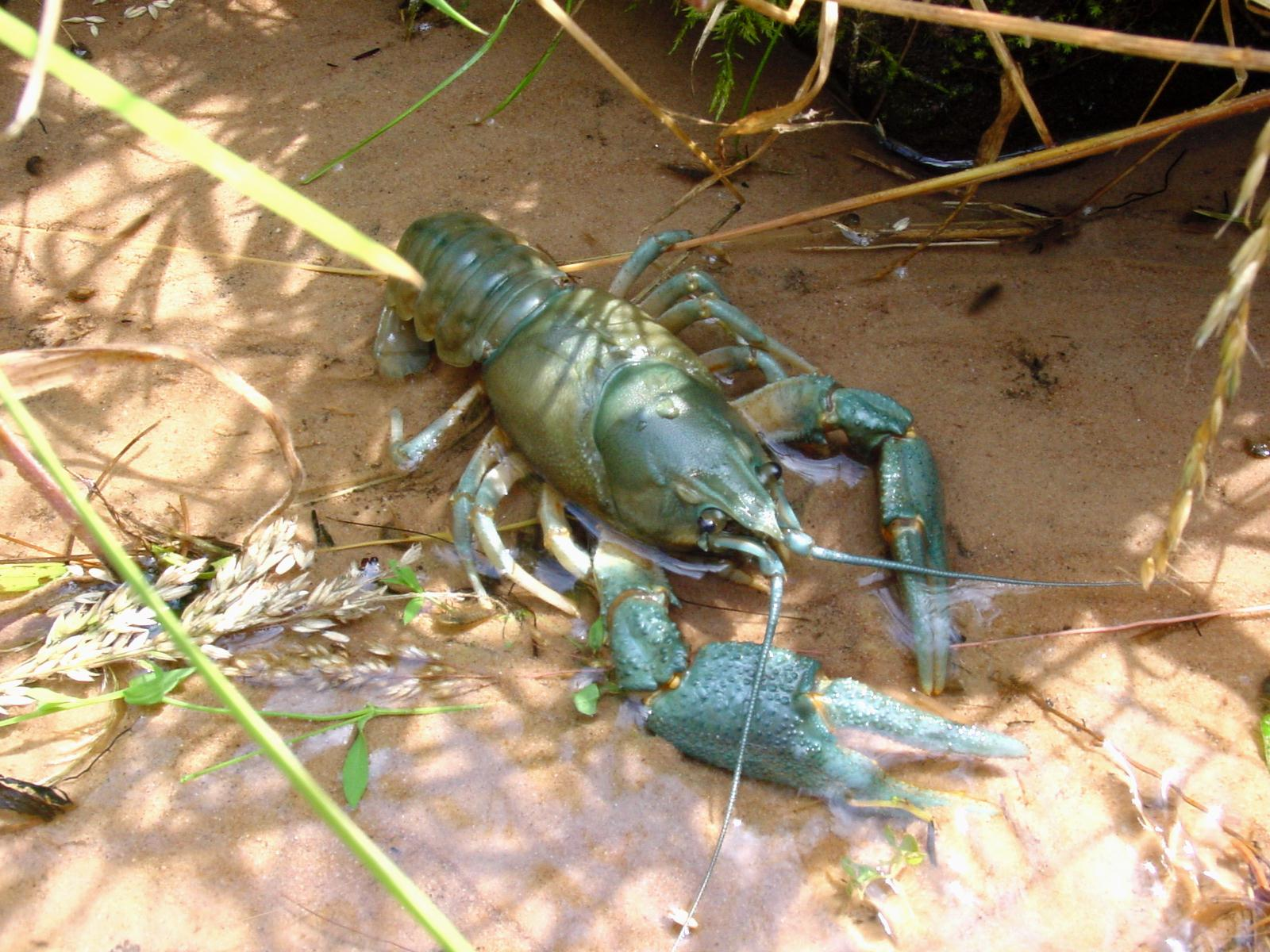
Edelkrebs
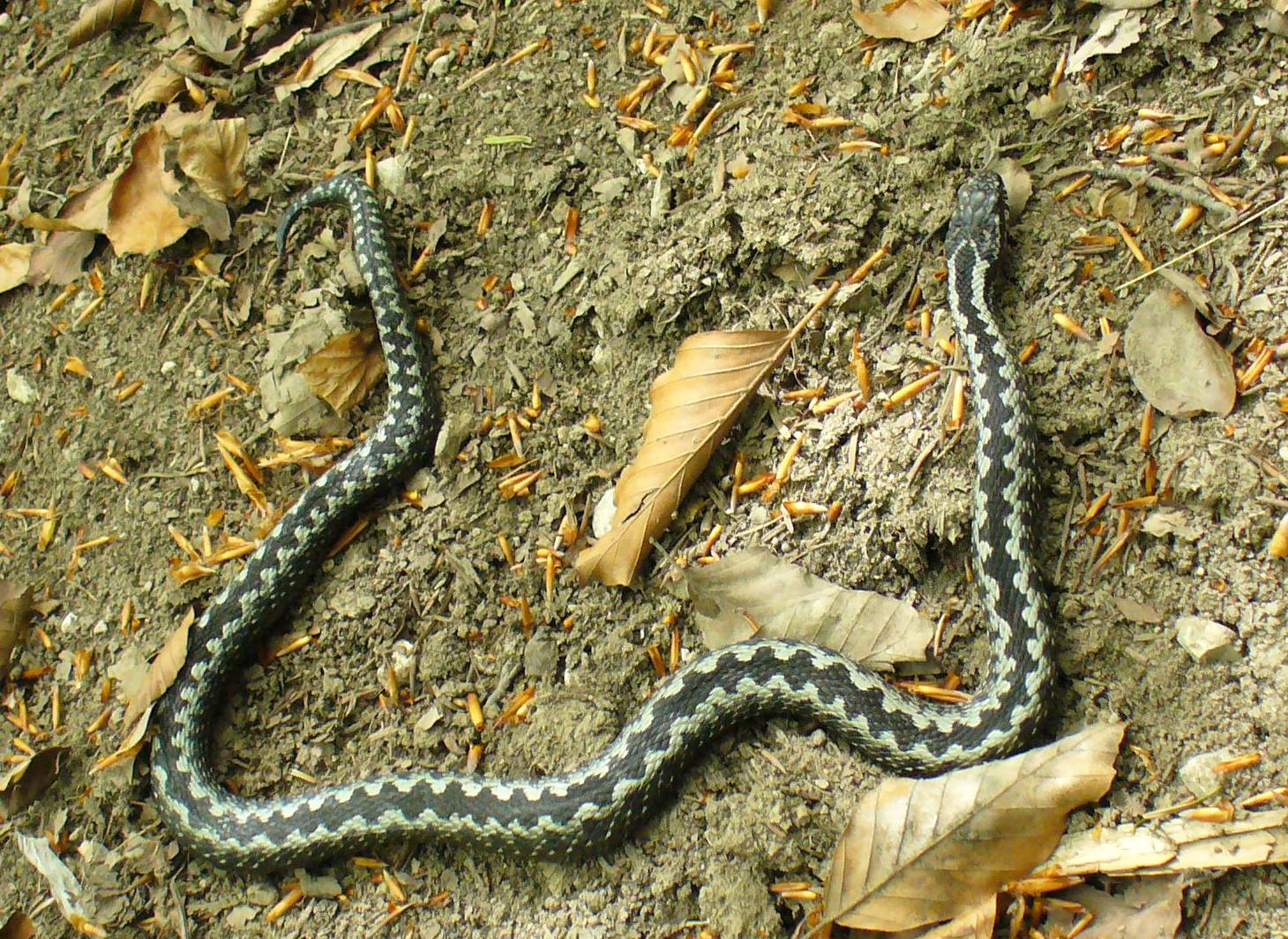
Kreuzotter

### Flora
Auf ihrem Lauf verändert sich die Flora mit dem Wechsel der geologischen Schichten. Im oberen Bühlertal herrscht auf den Sandböden (Stubensandstein, Kieselsandstein, Schilfsandstein) der Nadelwald vor.
- An feuchten Stellen findet man nicht selten das Torfmoos (Sphagnum spec.), die Blaubeere (Vaccinum myrtillus), den Bärlapp (Lycopodium spec.), seltener den Rippenfarn (Blechnum spicant).
- An warmen Waldrändern ist die Rauhe Nelke (Dianthus armeria) häufig zu finden.
- Sehr selten ist die Arnika (Arnica montana).

Bereits im Gipskeuper ähnelt die Flora der des Muschelkalks, besitzt aber dennoch ihren eigenen Charakter. Die Wälder bestehen nun überwiegend aus Laubbäumen.
- Im mittleren Bühlertal wachsen die Mücken-Händelwurz (Gymnadenia conopsea) und der Gewöhnliche Fransenenzian (Gentianopsis ciliata) auf wenigen kleinen Heideflächen.

An den steilen Hängen des Muschelkalks ändert sich das Pflanzenkleid abermals.
- Oft beginnt bereits im Februar die Blüte der Stinkenden Nieswurz (Helleborus foetidus).
- Im zeitigen Frühling überziehen der Hohlknollige Lerchensporn (Corydalis cava) und der Bärlauch (Allium ursinum) in den Laubwäldern weite Flächen.
- Nicht allzu selten sind das Leberblümchen (Hepatica nobilis), der Wilde Hopfen (Humulus lupulus), die Türkenbundlilie (Lilium martagon) und die Echte Waldrebe (Clematis vitalba).
- Sehr selten dagegen sind der Hirschzungenfarn (Phyllitis scolopendrium) und die Mondviole (Lunaria rediviva).
- Die Schmallippige Stendelwurz (Epipactis leptochila) wurde im Jahr 2005 das erste Mal nachgewiesen.
- Vom Kochertal kommend ist der Zweiblättrige Blaustern (Scilla bifolia) ins Bühlertal ein Stück weit eingewandert.
- In seiner Nähe wächst oft der Wald-Gelbstern (Gagea lutea).

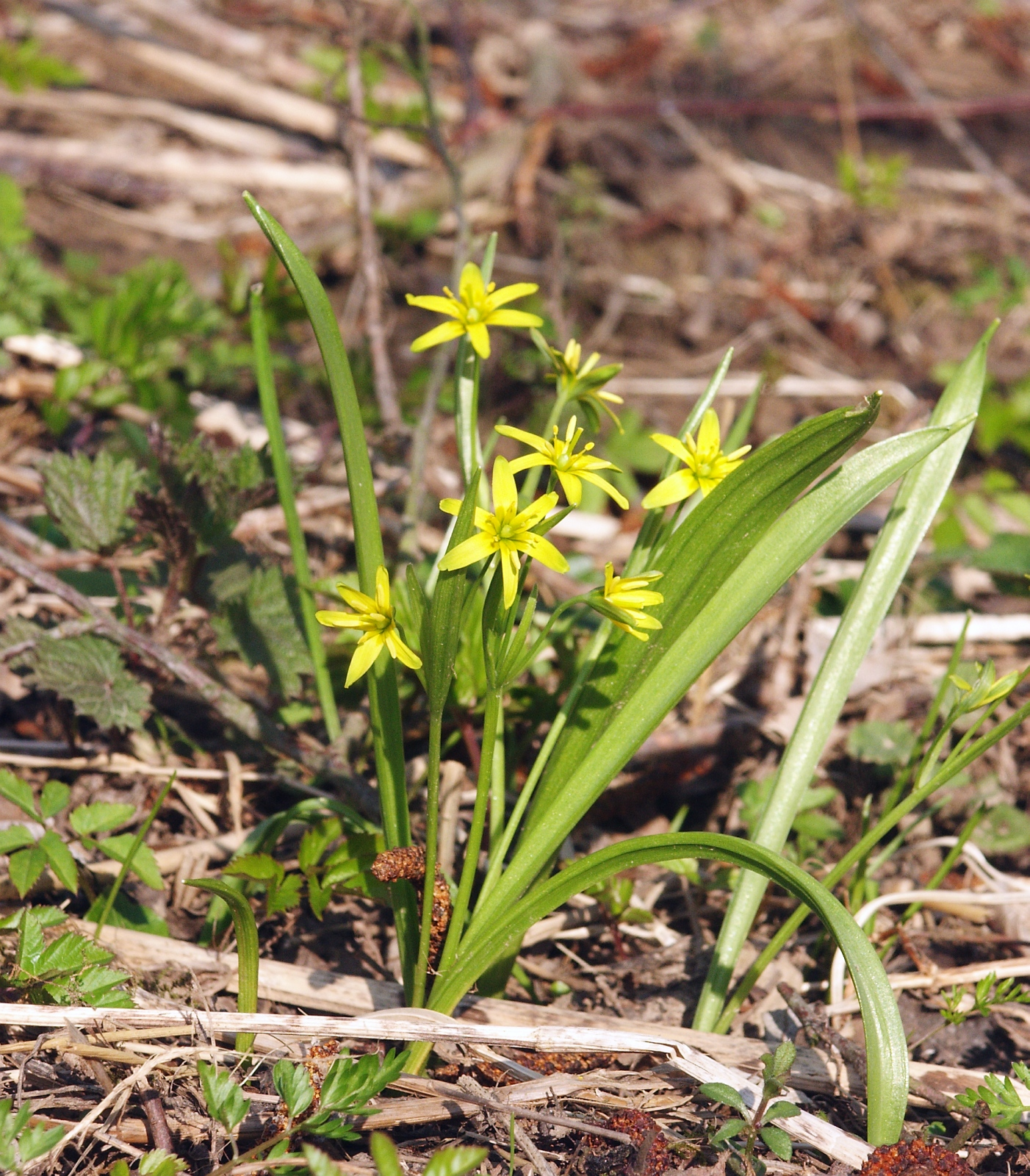
Wald-Gelbstern
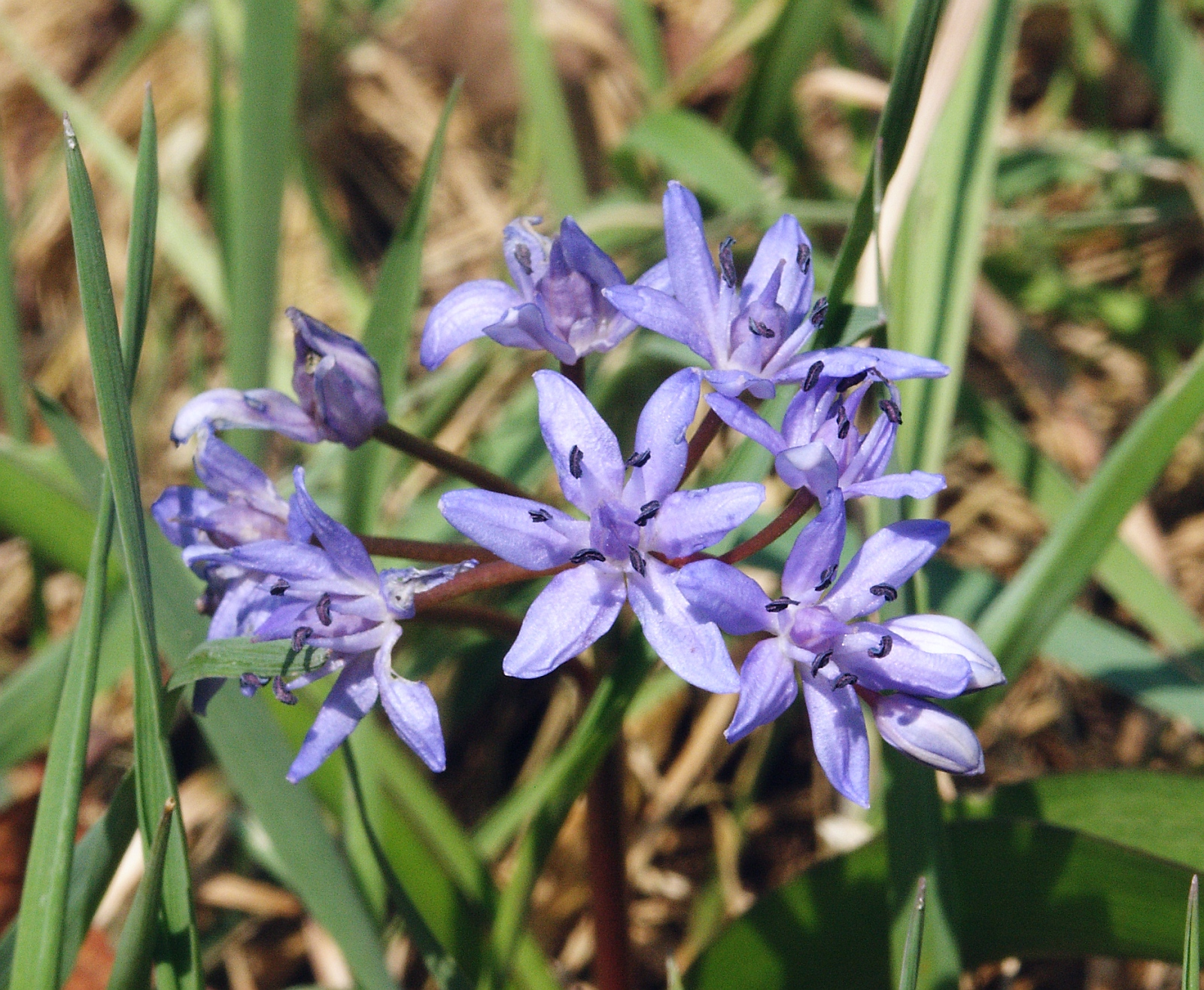
Zweiblättriger Blaustern
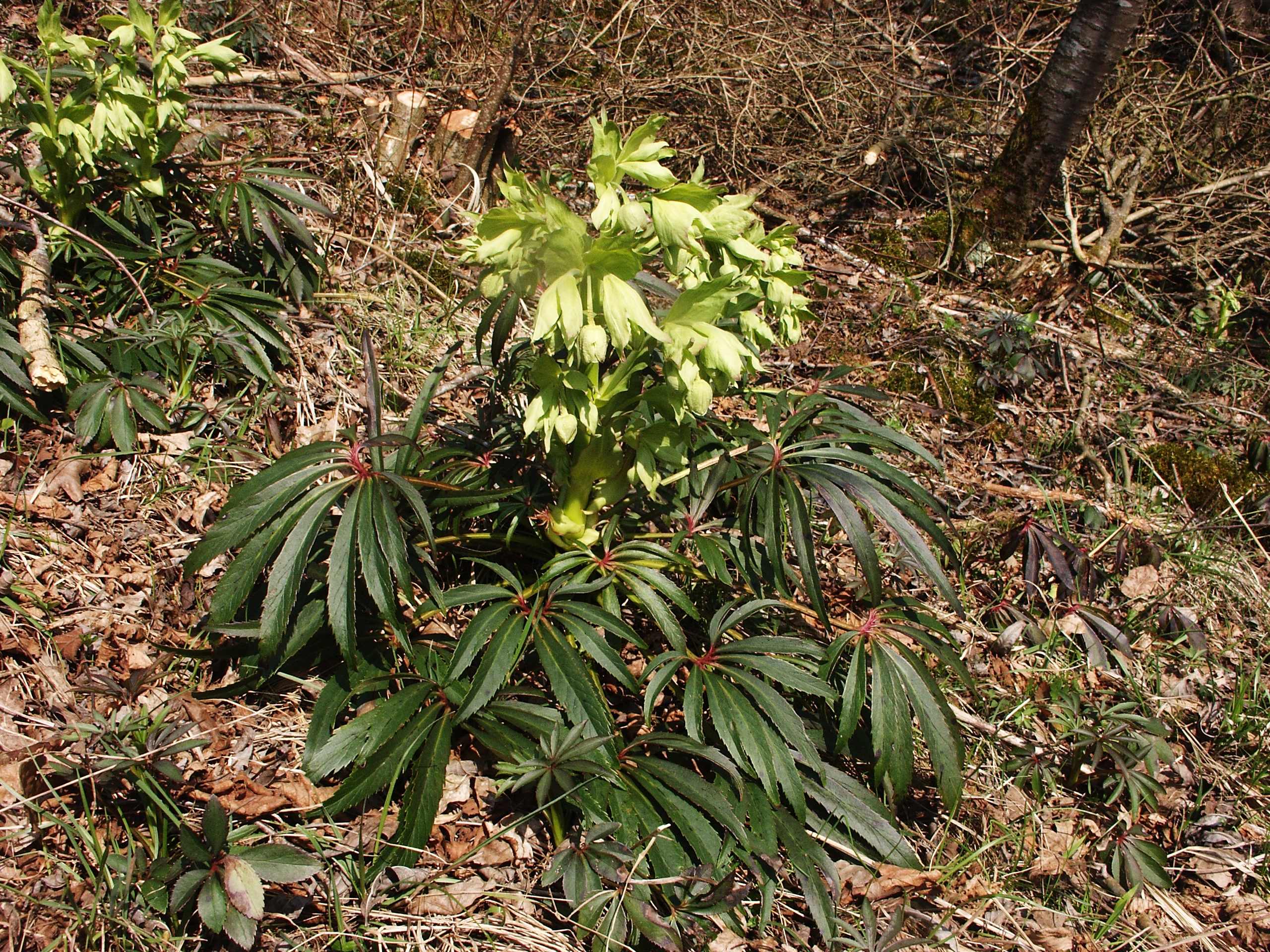
Stinkende Nieswurz
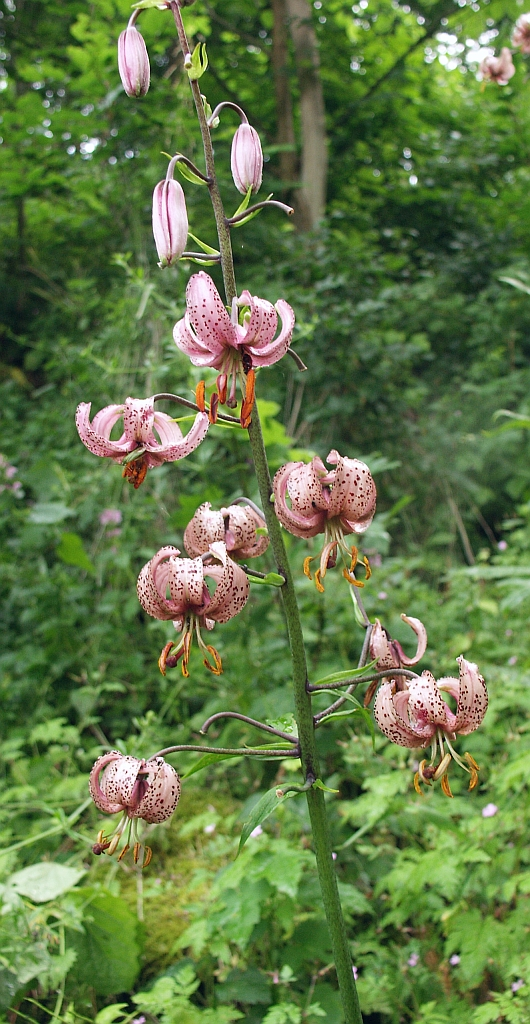
Türkenbundlilie

## Sehenswürdigkeiten

### Burgen und Schlösser
Die steilen Hänge des Muschelkalktals von Untersontheim an waren ein natürlicher Schutz für die acht Burgen, die vor allem zwischen Vellberg und Geislingen das Tal säumten. Außer ihren Halsgräben ist heute von ihnen kaum mehr etwas übrig; manche Karten zeichnen mehr Burgstandorte ein, teilweise könnten die typischen Einschnitte in Spornlage auch natürlicher Genese sein. Von der Quelle abwärts sind die Standorte im Tal und am Talrand:
- Wasserburg Kottspiel, am Ortsrand von Bühlertann-Kottspiel liegt links in einem Flussbogen ein noch erkennbarer Burghügel in umlaufender Senke
- Tannenburg, staufische Schildmauerburg bei Bühlertann-Halden auf einem Sporn der Ellwanger Berge, erhalten und bewohnt
- Schloss Obersontheim, ehedem Residenz eines Zweiges der Schenken von Limpurg in Obersontheim, links wenig über dem Flusslauf, erhalten, heute Landhotel
- Burg oder auch Veste Vellberg, in Spitzenlage vor dem auf einem Talsporn über einer 180°-Linksschlinge des Flusses liegenden „Städtle“ von Vellberg, erhalten und heute von der Stadtverwaltung genutzt
- Stöckenburg, gegenüber auf dem Mündungssporn des Aalenbachs, keltenzeitliche und spätere Anlagen, alle abgegangen, im Spätmittelalter mit der Stadtkirche in Außenlage bebaut
- Burg Buch, Spornburg links über der Mündung des Hirtenbachs, etwas nördlich von Schwäbisch Hall-Buch, nur Reste von Burggraben und -hügel sind noch erkennbar
- Burgruine Anhausen, auf dem linken Taltrauf unterhalb von Schwäbisch Hall-Anhausen, Burghügelrest und rekonstruiertes Mauerfragment
- Burgruine Hohenstein, Spornanlage links über einer Flussschlinge bei Schwäbisch Hall-Hohenstadt, aus dem Fels gehauener Halsgraben und Burghügel
- Burgstall Hohenstatt, gegenüber der vorigen auf dem flachen Umlaufberg über einer lange verlassenen längeren Schlinge des Flusses, erkennbar ist nur eine Schutthalde
- Wasserburg Unterscheffach, unmittelbar vor Wolpertshausen-Unterscheffach zu Füßen der Kapelle, Hügelrest in einer kleinen Geländesenke
- Burgstall über der Heinlesklinge, südlich von Wolpertshausen-Reinsberg, kaum etwas erkennbar
- Burgstall Reinsburg, nördlich über Unterscheffach und südwestlich von Reinsberg auf einem rechten Talsporn über der Talsteige, Burghügel und Schutthalde
- Burgstall nördlich der Kressenklinge, östlich von Wolpertshausen-Hopfach, in Spornlage, kaum etwas erkennbar
- Burgruine Hopfach, nördlich über Hopfach auf dem rechten Bergsporn Eichelberg, Anlage auf einer großen abgerutschten Hangscholle im Oberen Muschelkalk, mit deshalb natürlich entstandenem Halsgraben
- Schlossruine Bielriet, nordnordwestlich von Schwäbisch Hall-Wolpertsdorf auf einem linken Sporn über Cröffelbach im Tal und der lange bedeutsamen Talsteige, im Mittelalter Sitz der Schenken von Limpurg, Halsgraben und felsiger Burghügel mit wenigen Mauerresten
- Burgruine Löwenburg, Spornanlage über der Bühlermündung am Beginn der Hochebene, südlich über Braunsbach-Geislingen am Kocher, Reste des Halsgrabens, Einsenkung in kleinem Felshügel und Trümmerhalde auf dem Spornkamm

### Andere Sehenswürdigkeiten

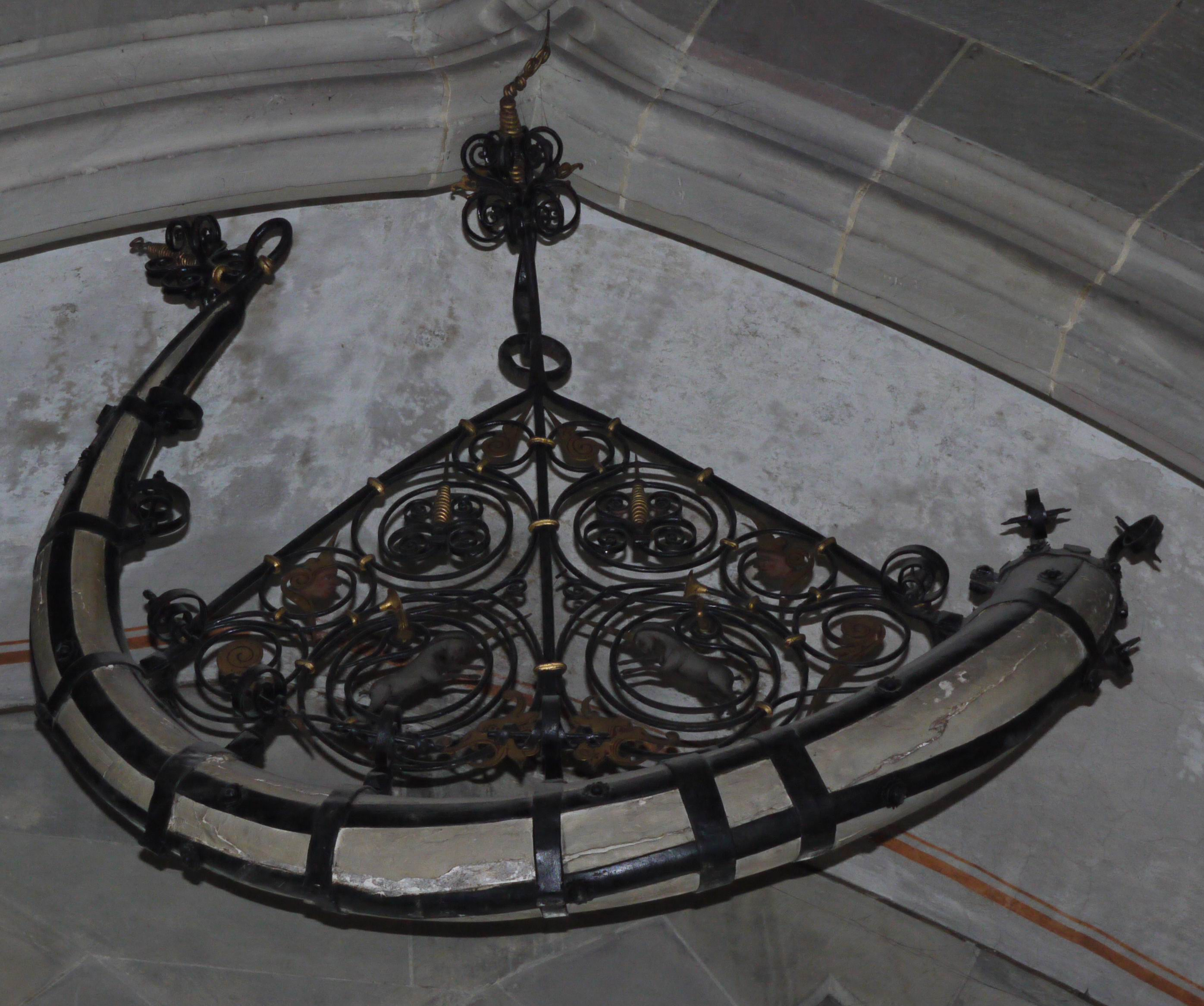
Bei Neunbronn gefundener Mammutstoßzahn

- Im Tal bei Neunbronn in der Nähe von Sulzdorf wurde im 16. Jahrhundert der Stoßzahn eines Mammut gefunden, der damals als das Horn eines Einhorns gedeutet wurde. Der Stoßzahn befindet sich noch heute in der Kirche St. Michael in Schwäbisch Hall.
- In Geislingen am Kocher wurden Dinosaurierknochen gefunden (siehe Brückenmuseum Geislingen am Kocher).